# Dagur Sigurðsson
Dagur Sigurðsson [ˈtaɣʏːr̥ ˈsɪɣʏrˌsɔn] (* 3. April 1973 in Reykjavík) ist ein isländischer Handballtrainer und ehemaliger Nationalspieler. Er trainiert die kroatische Männer-Handballnationalmannschaft.

## Karriere

### Als Spieler
Dagur Sigurðsson spielte anfangs Handball und Fußball. Obwohl er für die isländische U-17-Fußballnationalmannschaft sieben Länderspiele bestritt, entschied er sich bald, sich komplett dem Handball zu widmen. So wurde er Stammspieler bei Valur Reykjavík, mit dem er fünfmal die isländische Meisterschaft gewann.
1996 wechselte der im mittleren Rückraum spielende Akteur zum deutschen Zweitligisten LTV Wuppertal, mit dem er ein Jahr später in die Bundesliga aufstieg. Mit 24 wurde er Mannschaftskapitän in Wuppertal.
In seiner aktiven Zeit gehörte Dagur Sigurðsson zum Kader der isländischen Nationalmannschaft, für die er in 215 Länderspielen 397 Treffer erzielte. Mit der Nationalmannschaft belegte er den fünften Platz bei der Weltmeisterschaft 1997, den vierten Platz bei der Europameisterschaft 2002 und den neunten Platz bei den Olympischen Spielen 2004.

### Als Spielertrainer und Trainer

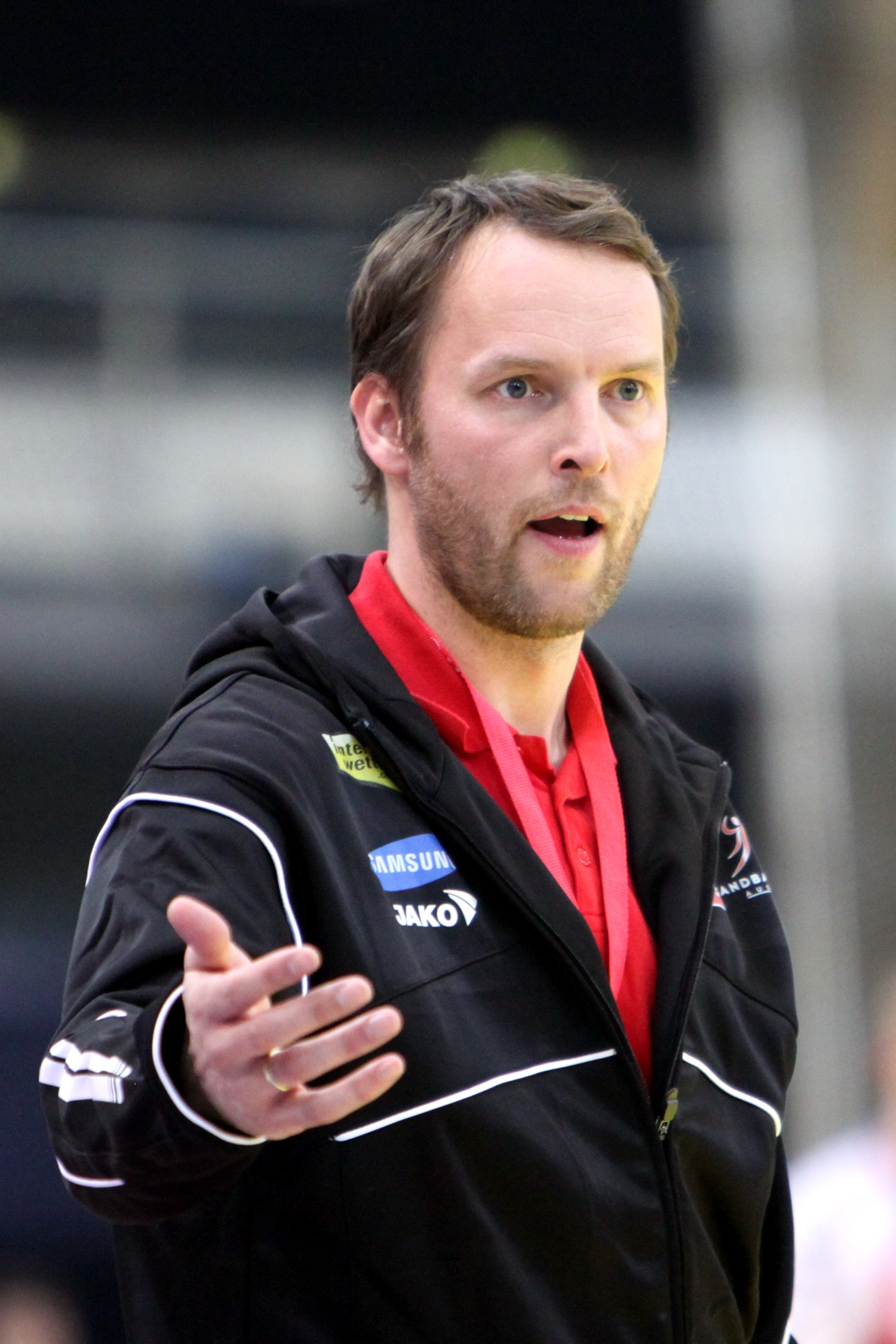
Dagur Sigurðsson (2010)

Im Jahr 2000 verließ Dagur Sigurðsson Wuppertal, um die nächsten drei Jahre beim japanischen Verein Wakunaga Hiroshima als Spielertrainer tätig zu werden. Mit Wakunaga Hiroshima unterlag er 2003 im Finale der japanischen Meisterschaft gegen Honda Suzuka. Anschließend wurde er Spielertrainer beim österreichischen Verein A1 Bregenz, mit dem er viermal Meister und zweimal Pokalsieger wurde. In dieser Zeit wurde Dagur vom österreichischen Handballbund dreimal als „Legionär des Jahres“ und einmal als „Trainer des Jahres“ ausgezeichnet.
Anschließend wurde er Manager und Geschäftsführer bei seinem ehemaligen Verein Valur Reykjavík. Von Februar 2008 bis Juli 2010 war er Trainer der österreichischen Nationalmannschaft.
Ab dem Sommer 2009 trainierte er den deutschen Bundesligisten Füchse Berlin. Mit den Füchsen erreichte er das Final-Four-Turnier in der EHF Champions League 2011/12 und gewann den DHB-Pokal 2013/14. Im EHF Europa Pokal 2013/14 erreichte er das Final Four in Berlin, unterlag dort aber im Halbfinale dem späteren Sieger Pick Szeged aus Ungarn. Im Spiel um den dritten Platz gewann er mit den Füchsen gegen HCM Constanța.
Ab August 2014 trainierte er zusätzlich die deutsche Handballnationalmannschaft. Nach der Saison 2014/15 beendete er seine Tätigkeit bei den Füchsen Berlin und betreute seitdem nur noch die deutsche Nationalmannschaft. Mit ihr wurde er am 31. Januar 2016 in Polen durch ein 24:17 über Spanien Europameister. Im selben Jahr gewann Deutschland unter seiner Leitung die Bronzemedaille bei den Olympischen Spielen in Rio de Janeiro. Am 22. November 2016 wurde bekanntgegeben, dass Dagur Sigurðsson den DHB nach der WM im Januar 2017 verlassen wird, um die japanische Nationalmannschaft auf die Olympischen Spiele 2020 in Tokio vorzubereiten. Sein Nachfolger wurde der Deutsche Christian Prokop. Im Februar 2024 beendete er seine Tätigkeit als japanischer Nationaltrainer und übernahm die kroatische Nationalmannschaft. Bei der Handball-Weltmeisterschaft der Männer 2025 gewann Dagur Sigurðsson mit Kroatien die Silbermedaille.

### Erfolge

#### Als Spieler
- Isländischer Meister 1991, 1993, 1994, 1995 und 1996
- Isländischer Pokalsieger 1993

#### Als Spielertrainer
- Österreichischer Meister 2004, 2005, 2006 und 2007
- Österreichischer Pokalsieger 2006

#### Als Trainer
- DHB-Pokalsieger 2014
- EHF-Pokalsieger 2015
- Europameister 2016
- Bronzemedaille bei den Olympischen Spielen 2016
- Bronzemedaille bei der Handball-Asienmeisterschaft der Männer 2020 mit Japan
- Silbermedaille bei der Handball-Asienmeisterschaft der Männer 2024 mit Japan
- Silbermedaille bei der Handball-Weltmeisterschaft der Männer 2025 mit Kroatien

#### Auszeichnungen
- „Trainer der Saison 2011“
- Welttrainer des Jahres 2015[20]